# Jakob Auer

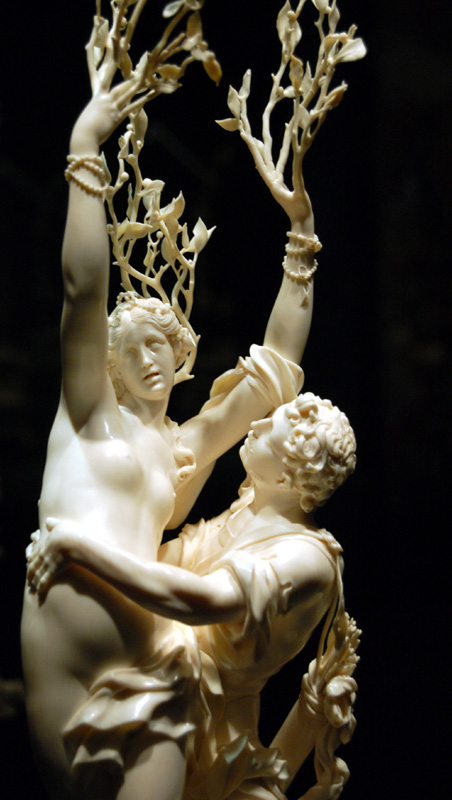
Apolo e Dafne, 1688/90. Kunsthistorisches Museum.

Jakob Auer (Heimingberg-Hopperg, 1645 - Grins, 7 de maio de 1706) foi um escultor da Áustria.
Aprendeu seu ofício com Michael Lechleitner, com cuja filha casou, e em 1673 sucedeu o mestre na direção da sua oficina. Trabalhou em madeira, marfim, pedra e mármore, geralmente em obras de dimensões reduzidas, mas realizou o portal do mosteiro beneditino de Lambach, figuras em tamanho natural para a igreja de St. Florian em Linz, e pode pode ter colaborado na Coluna de Praga em Viena. Tinha grande habilidade na modelagem do corpo humano e desenvolveu um estilo eclético, influenciado principalmente por Bernini, Giambologna e Rubens.